# Scott Hamilton (rugbista)
Scott Elliot Hamilton (Christchurch, 4 marzo 1980) è un rugbista a 15 neozelandese ala e estremo internazionale con la Nuova Zelanda.
Ha debuttato con la nazionale neozelandese il 14 giugno 2006 a Buenos Aires contro l'Argentina segnando anche una meta (vittoria 25-19).